# August Wilhelmj
August Emil Daniel Ferdinand Viktor Wilhelmj (Usingen, 21 settembre 1845 – Londra, 22 gennaio 1908) è stato un violinista tedesco.

## Biografia
Fece un arrangiamento per violino dal secondo movimento della Suite per orchestra n. 3 di Johann Sebastian Bach, noto anche come Aria sulla quarta corda. Wilhelmj trasportò il brano dalla tonalità di Re maggiore a Do maggiore: così facendo fu in grado di eseguirlo tutto sulla quarta corda del violino, il Sol.
Si occupò anche della trascrizione dei due Notturni op. 32 n.1 e n. 2 di Fryderyk Chopin, all'epoca molto apprezzati dal pubblico.
Suonava un violino costruito da Giovanni Francesco Pressenda, Torino 1843.